# Rudolf Hilsch

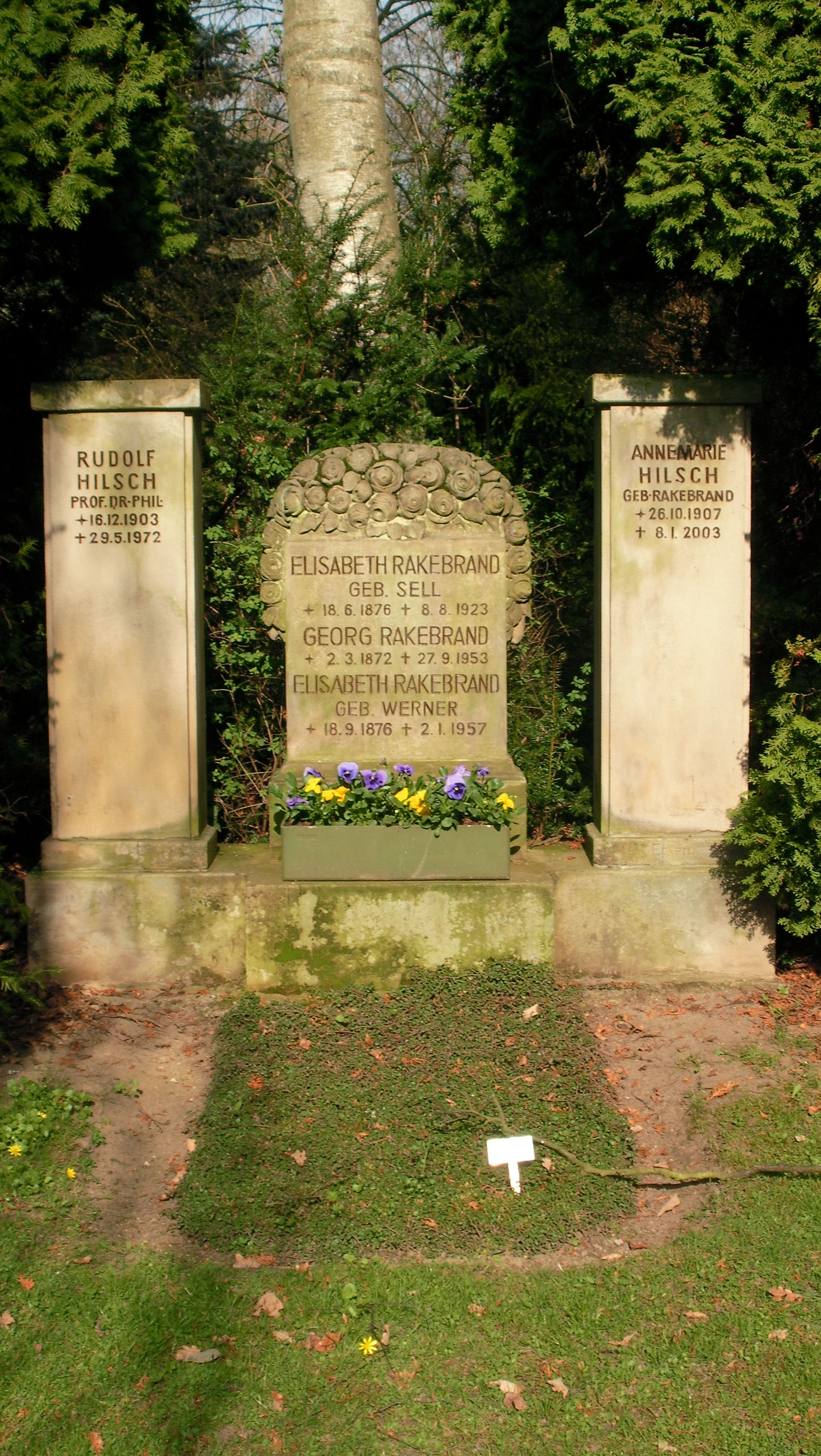
Grabstätte des Physikers Rudolf Hilsch (1903–1972) und seiner Gattin Annemarie geb. Rakebrand (1907–2003) sowie ihrer Eltern auf dem Göttinger Stadtfriedhof

Rudolf Hilsch (* 18. Dezember 1903 in Hamburg; † 29. Mai 1972) war ein deutscher Physiker und Hochschullehrer.

## Biografie

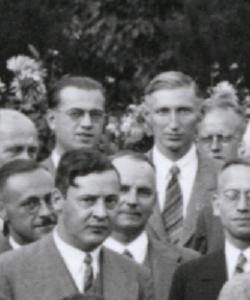
Oben Rudolf Hilsch und Otto Scherzer, vorn Erich Hückel, 1935 in Stuttgart

Hilsch wurde 1927 in Göttingen promoviert. Von 1941 bis 1953 war Hilsch ordentlicher Professor für Physik in Erlangen. 1953 wurde er nach Göttingen berufen und übernahm dort die Leitung des I. Physikalischen Instituts der Georg-August-Universität Göttingen. Er war noch bis in die 1960er Jahre als Hochschullehrer in Göttingen tätig. Seit 1953 war er ordentliches Mitglied der Bayerischen Akademie der Wissenschaften. 1954 wurde er zum ordentlichen Mitglied der Göttinger Akademie der Wissenschaften gewählt.

## Wirken
Im Jahr 1938 konstruierten Robert Wichard Pohl und Hilsch zusammen einen der ersten funktionierenden Halbleiterverstärker, der allerdings nur bei sehr niedrigen Frequenzen arbeitete. 1939 konnte Hilsch, damals noch Oberassistent von Pohl, in seiner Untersuchung zur Steuerung von Elektronenströmen in Kristallen zeigen, dass eine Festkörperelektronik möglich ist. Schon 1933 hatte Pohl auf die Möglichkeit hingewiesen, Elektronenröhren durch kleine Kristall-Bauelemente zu ersetzen. Allerdings erfolgte erst viel später die technische Realisierung mit der Erfindung des Transistors auf Basis der Halbleiter Germanium und Silizium.
Hilsch verbesserte die Konstruktion des 1933 vom französischen Physiker Georges J. Ranque erfundenen Wirbelrohres und publizierte 1946 seine stark beachteten Ergebnisse. Mit der auch als Ranque-Hilsch-Wirbelrohr bekannten Vorrichtung lässt sich ohne bewegliche Teile Gas in einen heißen und einen kalten Strom aufteilen.

## Werke (Auswahl)
- Die Absorptionsspektra einiger Alkali-Halogenid-Phosphore mit Pb- und Ti-Zusatz. Springer, Berlin 1927. In: Zeitschrift f. Physik, 44 (Diss.).
- mit R. W. Pohl: Über die Ausnutzung des latenten Bildes bei der photographischen Entwicklung. Weidmann, Berlin 1930
- mit R. W. Pohl: Über das latente photographische Bild. Weidmann, Berlin 1930
- Die Reflexion langsamer Elektronen in Ionenkristallschichten zum Nachweis optischer Energiestufen. Weidmann, Berlin [1932]
- mit R. W. Pohl: Eine neue Lichtabsorption in Alkalihalogenidkristallen. Weidmann, Berlin 1933
- mit R. W. Pohl: Zur Photochemie der Alkalihalogenidkristalle. Weidmann, Berlin 1933
- Die Quantenausbeute bei der Bildung von Farbenzentren bei KBr-Kristallen. Vandenhoeck & Ruprecht, Göttingen 1935
- mit R. W. Pohl: Zum photochemischen Elementarprozeß in Alkalihalogenidkristallen. Weidmann, Berlin 1934
- mit R. W. Pohl: Die Quantenausbeute bei der Bildung von Farbenzentren bei KBr-Kristallen. Weidmann, Berlin 1935
- mit R. W. Pohl: Über die Natur der U-Zentren in Alkalihalogenidkristallen. Vandenhoeck & Ruprecht, Göttingen 1936
- mit R. W. Pohl: Zum lichtelektrischen Sekundärstrom. Vandenhoeck & Ruprecht, Göttingen 1937
- Rudolf Hilsch: Die Expansion von Gasen im Zentrifugalfeld als Kälteprozeß. In: Zeitschrift für Naturforschung. 1, 1946, S. 208–213 (online).
- mit Fred Fischer: Zur Struktur der Excitonenbanden von Alkalihalogeniden. Vandenhoeck & Ruprecht, Göttingen 1959
- mit G.Bergmann: Kohärenzeffekte in Doppelschichten aus verschiedenen Supraleitern. Vandenhoeck & Ruprecht, Göttingen 1965
- Zum 80. Geburtstag von Robert Wichard Pohl am 10. August 1964. Springer, Berlin / Heidelberg; ISSN 0028-1042